# Das Haus am Hang
Das Haus am Hang (Originaltitel: 坂の途中の家 Saka no tochū no ie) ist eine sechsteilige japanische Miniserie, basierend auf dem 2016 erschienenen Roman Saka no Tochū no Ie von Mitsuyo Kakuta. In Japan fand die Premiere der Miniserie am 27. April 2019 auf dem Fernsehsender WOWOW statt, der die Produktion im Rahmen seines seit 2008 laufenden Programmfensters Renzoku Dorama W ausstrahlte. Im deutschsprachigen Raum wurde die Miniserie erstmals am 15. Oktober 2021 in der Arte-Mediathek zunächst mit deutschen Untertiteln veröffentlicht. Im Zuge der deutschsprachigen TV-Premiere der Miniserie, die am 6. Juni 2024 zur Primetime begann und sich bis nach Mitternacht am 7. Juni 2024 auf dem deutsch-französischen Kulturkanal Arte erstreckte, wurde nachträglich eine deutsche Synchronfassung angefertigt.

## Handlung
Als die hingebungsvolle Hausfrau und Mutter Risako Yamasaki unerwartet zur Laienrichterin in einem Mordprozess berufen wird, ahnt sie noch nicht, dass dieser Prozess schon bald ihr Leben auf drastische Weise beeinflussen wird. Risako hat sich eine Auszeit von ihrer Arbeit genommen, um sich ganz ihrer dreijährigen Tochter Ayaka und dem Haushalt zu widmen. Als sie ihre Tätigkeit als Laienrichterin aufnimmt, zeigt sich ihr Mann Yoichiro wenig begeistert, aber Risako will sich dieser Verantwortung stellen. Um die Gerichtstermine wahrnehmen zu können, übergibt sie ihre Tochter Ayaka fortan regelmäßig in die Obhut ihrer Schwiegermutter.
Vor Gericht wird die Vollzeithausfrau Mizuho Ando beschuldigt, ihre acht Monate alte Tochter Rin getötet zu haben. Schnell wird jedoch klar, dass der Fall weitaus komplexer ist, als es auf den ersten Blick scheint. Und es stellt sich die Frage, welche Verkettung von Ereignissen und Umständen letztlich zu dem tragischen Tod des Säuglings geführt hat. Im Laufe des Prozesses erkennt Risako mehr und mehr Parallelen zwischen ihrem Leben und dem der Angeklagten. Sie beginnt, ihre bisherige Auffassung von Mutterschaft zu hinterfragen, und wird mit ihrer Vergangenheit und Gegenwart konfrontiert. Im Laufe der Zeit zerfällt ihre Illusion ihrer heilen, intakten Welt immer weiter und die Mauer, welche Risako aus Selbstschutz errichtet hat, bröckelt mehr und mehr. Risako fühlt sich von ihrem Umfeld zunehmend unter Druck gesetzt und missverstanden, während der Prozess an ihr zehrt. 
Der Fall hat auch große Auswirkungen auf die Leben der anderen Prozessbeteiligten. Wie kam es zum Tod von Rin? Wie wird das endgültige Urteil ausfallen? Wie wird die Geschichte für die Prozessbeteiligten und die ihnen nahestehenden Personen ausgehen? Welche Lehren können aus dem Fall gezogen werden?
Die Miniserie Das Haus am Hang bietet aus unterschiedlichen Perspektiven einen Einblick in die japanische Gesellschaft und beleuchtet ihre konservativ-patriarchalen geprägten Strukturen und zeigt die Missstände und Lebenssituationen auf, mit denen sich Frauen und junge Mütter in Japan bis heute konfrontiert sehen.

## Besetzung und Synchronisation
Die deutschsprachige Synchronisation entstand nach den Dialogbüchern sowie unter der Dialogregie von Elke Weber-Moore durch die Synchronfirma Studio Hamburg Synchron in Berlin.
| Rolle             | Schauspieler     | Synchronsprecher     |
| ----------------- | ---------------- | -------------------- |
| Risako Yamasaki   | Kō Shibasaki     | Magdalena Höfner     |
| Yoichiro Yamazaki | Seiichi Tanabe   | Henning Nöhren       |
| Ayaka Yamazaki    | Emika Matsumoto  | Elise Lindner        |
| Satoko Yamazaki   | Jun Fubuki       | Juana von Jascheroff |
| Kazuhiko Yamazaki | Ken Mitsuishi    |                      |
| Mizuho Ando       | Miki Mizuno      | Lea Kalbhenn         |
| Hisashi Ando      | Hidekazu Mashima | Florens Schmidt      |
| Kunie Ando        | Mitsuko Baishō   |                      |
| Fujiko Misawa     | Atsuko Takahata  |                      |
| Mutsumi Haga      | Ayumi Itō        | Diana Ebert          |
| Asako Matsushita  | Yuki Sakurai     | Alice Bauer          |
| Kazuki Yamada     | Takumi Matsuzawa |                      |
| Sakae Shinoda     | Miki Sakai       | Johanna von Gutzeit  |
| Noriko Yasuda     | Kiyo Hasegawa    | Frauke Poolman       |
| Sakagami          | Masanobu Sakata  | Rainer Fritzsche     |
| Shinjo            | Naomi Nishida    | Wicki Kalaitzi       |

## Episodenliste
| Nr. | Deutscher Titel | Originaltitel | Erstausstrahlung (Japan) | Deutschsprachige Erstveröffentlichung (D/A/CH) |
| --- | --------------- | ------------- | ------------------------ | ---------------------------------------------- |
| 1   | Teil 1          | 第一話        | 17. Apr. 2019            | 15. Okt. 2021                                  |
| 2   | Teil 2          | 第二話        | 4. Mai 2019              | 15. Okt. 2021                                  |
| 3   | Teil 3          | 第三話        | 11. Mai 2019             | 15. Okt. 2021                                  |
| 4   | Teil 4          | 第四話        | 18. Mai 2019             | 15. Okt. 2021                                  |
| 5   | Teil 5          | 第五話        | 25. Mai 2019             | 15. Okt. 2021                                  |
| 6   | Teil 6          | 最終話        | 1. Juni 2019             | 15. Okt. 2021                                  |